# Fischbach (Buchbach)

Fischbach 3, Altbau

Fischbach ist ein Gemeindeteil der Gemeinde Buchbach im oberbayerischen Landkreis Mühldorf am Inn.

## Lage
Die Einöde Fischbach liegt 3,5 Kilometer nordöstlich von Buchbach auf der Gemarkung Ranoldsberg am Fischbach, der in seinem Oberlauf vier und in seinem Unterlauf zwei Weiher speist und dann in den Iglberger Graben mündet. 

## Bevölkerungsentwicklung
Von 1871 bis 1950 gab es in Fischbach zwölf Einwohner. Im Mai 1987 lebten dort sieben Einwohner in zwei Wohngebäuden.
| Jahr      | 1871 | 1925 | 1950 | 1970 | 1987 |
| Einwohner | 12   | 12   | 12   | 8    | 7    |